# Kidioui
Kidioui est un site Web français créé en 2007 par Ouri Stopek et Alexis Vioux. 
C'est le premier portail généraliste sur l'automobile, permettant de comparer les offres de mandataires et concessionnaires afin de trouver la meilleure offre pour sa voiture neuve ou d'occasion, la meilleure offre pour vendre son véhicule, et de consulter l'évolution des tarifs et des remises sur tous les modèles ainsi que s'informer sur le monde de l'automobile en général.

## L'histoire
Créée par Ouri Stopek et Alexis Vioux en novembre 2007, Kidioui est une société consacrée à la mise en relation d'acheteurs particuliers et de vendeurs professionnels sur Internet. 
Initialement orientée vers la vente de scooters neufs dans les régions Île de France et Alpes-Maritimes, l'entreprise s'est élargie en janvier 2009 au marché des voitures et s'est ouvert au marché national. Des références à Kidioui apparaissent régulièrement dans les médias en tant qu'expert du marché auto et de ses tendances (Turbo, Le Figaro, RTL, Le Point, Europe 1, BFMTV).
Durant ses trois premières années, Kidioui fonctionne selon le principe des enchères inversées. En 2010, à la suite de l'écoute du marché automobile, aussi bien du côté des vendeurs que des acheteurs, Kidioui se transforme progressivement en portail généraliste de l'automobile.
Pour se faire connaître à ses débuts, Kidioui n'a pas hésité à jouer la carte du buzz, avec notamment l'opération "Kidioui paye vos amendes" et le faux site "Voiture-volee.com".

## De 2007 à 2010: les enchères inversées
L'acheteur lance une enchère : il entre les caractéristiques du véhicule qu'il souhaite acheter. 
La demande est alors envoyée automatiquement à tous les concessionnaires de la zone géographique sélectionnée. 
Les vendeurs prennent connaissance de la demande du client et doivent soumettre leur meilleur prix. 
Pour enchérir, le vendeur doit proposer un prix plus bas que celui des autres vendeurs. 
À la fin de l'enchère, le vendeur qui l'emporte est celui qui offre le prix le plus bas. 
Si le client est satisfait de l'enchère, Kidioui réserve le véhicule et lui transmet les coordonnées du concessionnaire. 
Le concept de la société Kidioui s'inspire directement du nouveau paradigme introduit par l'Université de Harvard Berkman Center for Internet and Society, et initié par Doc Searls, le VRM.

## De 2010 à aujourd'hui: le portail généraliste de l'automobile
En 2010 le concept évolue vers le comparateur d'offres automobiles, permettant ainsi d'éliminer beaucoup de freins relatif au concept d'enchères inversées, puis vers celui de portail généraliste, grande source d'informations sur l'automobile en général, grâce à des analyses de prix ("les Datas de Kidioui"), une barre de recherche intelligente et corrective agissant tel un conseiller, des guides d'achat, des fiches descriptives ou encore un lexique.  
Les vendeurs automobiles partenaires envoient directement à Kidioui leur catalogue d'offres remisées, ce qui leur apporte un gain de temps conséquent. Les acheteurs ont accès immédiatement aux meilleures offres et aux informations qu'ils recherchent pour bien acheter, ce qui leur offre tranquillité et rapidité, deux éléments qui leur manquaient.  

### Les Datas de Kidioui
Peu de temps après la transition entre enchères inversées et portail généraliste, les Datas de Kidioui sont créées afin de fournir le "vrai prix" automobile aux acheteurs. Produites via les dizaines de milliers de requêtes récoltées chaque mois sur le site, les Datas de Kidioui reflètent l'état du marché auto via des courbes de prix et de remises sur tous les modèles, des classements de popularité, des baromètres mensuels, etc.